# Печенізьке поле (фестиваль)
Печенізьке поле — щорічний етнічно-мистецький фестиваль в Україні. Був заснований в 2001 році і щорічно проводиться в Харківській області на Печенізькому водосховищі. Метою фестивалю є проведення заходів, які об'єднують народну творчість як Слобожанщини, так і всієї України.

## Історія
«Печенізьке Поле» ще з часів Київської Русі оповите легендами, які обросли навколо селища Печеніги на Харківщині. На ньому слов'янські племена охороняли свій край від ворожих набігів. Вперше про Печенізьке Поле згадується в 968 році при успішному поході князя Святослава.
За словами організаторів, саме багата спадщина землі і збережена екологічна чистота, спонукали їх до заснівання фестивалю. Головною з ідей фестивалю стало збереження народної культури і традицій.
Влітку 2001 року на березі Печенізького водосховища було проведено перший етнічно-мистецький фестиваль «Печенізьке поле». Цей фестиваль зібрав понад 6 тисяч учасників та глядачів. З кожним роком чисельність прихильників фестивалю збільшувалася. Так, у 2005 році масштаб фестивалю вимірювався вже 3 тисячами учасників та понад 50 тисяч глядачів.
За роки проведення фестивалю у його концертній програмі взяли участь фольклорні колективи з 20 районів Харківської області, Кіровограда, Львова, Івано-Франківська, Києва. У гала-концертах фестивалю виступали відомі виконавці та гурти. Серед них — Олександр Пономарьов, EL Кравчук, Остап Гавриш, Ігор Рудий, Пилип Жмахер (Сербія), «Воплі Відоплясова», «Драбина», «Скрябін», «Иван Купала» (Росія), «ZDOB SI ZDUB» (Молдова) тощо.